# Thúy Hà (ca sĩ)
Thúy Hà (18 tháng 2 năm 1949 – 19 tháng 1 năm 2025) là nữ ca sĩ nhạc thính phòng người Việt Nam với chất giọng soprano đặc trưng, bà được coi là người thể hiện vai diễn "cô Sao" trong vở opera cùng tên thành công nhất.

## Tiểu sử
Bà tên đầy đủ là Nguyễn Thúy Hà, sinh ngày 18 tháng 2 năm 1949, là con gái của nghệ nhân điêu khắc Nguyễn Hiếu, ông là tác giả của bức tượng to nhất nặng 10 tấn được đặt ở chùa Ngũ Xá. Bà và em gái là NSƯT Hương Giang được tiếp cận với âm nhạc từ rất sớm, bà từng là thành viên đội Sơn Ca của Đài Tiếng nói Việt Nam.

## Sự nghiệp
Năm 13, tuổi bà gia nhập vào Đoàn nghệ thuật Quân đội và hoạt động tại đoàn trong 10 năm. 17 tuổi, Thúy Hà đã được Huy chương vàng và Huân chương Chiến sĩ vẻ vang. Thúy Hà cùng với Vũ Dậu được miêu tả là hai trong số những nữ ca sĩ tiên phong trong việc biểu diễn theo phong cách nhạc nhẹ thời bấy giờ.
Năm 1972, bà trở về Hà Nội tiếp tục học Đại học Thanh nhạc tại Nhạc viện, tốt nghiệp bà về công tác tại Nhà hát Nhạc Vũ Kịch Hà Nội, Từ năm 1976, nhờ vai diễn Cô Sao trong vở nhạc kịch của Đỗ Nhuận mà bà được đặc cách vài biên chế và được nâng lương, có thể thể nói thời điểm bấy giờ không có ai thay thế được bà trong vai diễn này. Sau đấy, Thúy Hà tiếp tục chuyển về Đoàn Ca Múa Trung ương, khi Đoàn này tách ra, bà gia nhập vào Đoàn nhạc nhẹ Trung ương một thời gian. Cuối cùng bà trở Nhà hát Nhạc Vũ Kịch Việt Nam làm việc đến khi về hưu.

## Đời tư
Bà kết hôn với đạo diễn âm nhạc, nghệ sĩ phong cầm Phạm Anh Tuấn.
Vợ chồng bà có hai con, con trai lớn là nhạc sĩ Phạm Tuấn Hùng, con gái là Luna Phạm Thúy Hằng - một giảng viên âm nhạc.

## Qua đời
Bà qua đời vào lúc 10 giờ 30 phút sáng ngày 19/1/2025 (nhằm ngày 20/12 năm Giáp Thìn) do đột quỵ não, hưởng thọ 76 tuổi. Thông tin được con gái bà là Phạm Thúy Hằng (giảng viên Luna Pham) chia sẻ trên trang cá nhân.

## Giải thưởng
- 1965-1966 : Huy chương vàng và Huân chương Chiến sĩ vẻ vang[3]

## Tác phẩm
- Bà xuất hiện trong bộ phim tài liệu "Vietnam Symphony" của đạo diễn Tom Zubrycki năm 2006.[8]

### Nhạc kịch
- Cô Sao trong nhạc kịch cùng tên của Đỗ Nhuận
- Marelin trong vở nhạc kịch FidelioFidelio của Beethoven

### Nhạc nhẹ
| Tên                                               | Tác giả       |
| ------------------------------------------------- | ------------- |
| Chào anh Giải phóng quân, chào mùa xuân đại thắng | Hoàng Vân     |
| Cánh chim báo tin vui                             | Đàm Thanh     |
| Bến cảng quê hương tôi                            | Hồ Bắc        |
| Em đi làm tín dụng                                | Hồ Bắc        |
| Mùa xuân trên bến cảng                            | Hồ Bắc        |
| Vui mở đường                                      | Đỗ Nhuận      |
| Rừng xanh vang tiếng Ta-lư                        | Phương Nam    |
| Từ một ngã tư đường phố                           | Phạm Tuyên    |
| Lời ca chiến thắng vang vọng Trường Sơn           | Phạm Tuyên    |
| Suối Lê-nin                                       | Phạm Tuyên    |
| Con bò và chiếc xe quệt                           | Nguyễn Lầy    |
| Tiếng ca hạnh phúc                                | Huy Thục      |
| Trên công trường rộn tiếng ca                     | Ngô Quốc Tính |
| Cây lúa Hàm Rồng                                  | Đôn Truyền    |
| Nắng trên mỏ thiếc                                | Trần Chung    |